# IEEE 802.16d
IEEE 802.16d est un amendement au groupe de normes de l'IEEE 802.16-2001 (WiMAX) pour les réseaux sans fil utilisant une liaison fixe entre station de base et terminal d'abonné. Publié le 24 juin 2004 en tant que norme  IEEE 802.16-2004, celui-ci concerne la normalisation des réseaux locaux WLAN et métropolitains (WMAN) sans fil dans la bande de fréquences comprises entre 2 et 11 GHz.

## Description
La norme IEEE 802.16d utilise une modulation des signaux numériques par répartition en fréquences orthogonales (OFDM) et permet une transmission point à point ou point à multipoint en ligne de vue (LOS) ou hors ligne de vue (NLOS) en accès fixe ou nomade stationnaire (à ne pas confondre avec la mobilité). 
Ce standard intègre pour les États-Unis et par le biais du Forum WiMAX la bande de fréquences sous licence de 3,5 GHz et celle hors licence de 5,8 GHz. En outre, il permet d'opérer dans les deux duplex ou le duplexage FDD (Frequency Division Duplex) et TDD (Time Division Duplex). 
En France, la bande de fréquences de 3,5 GHz sous licence autorise le déploiement de la technologie WiMAX pour les liaisons fixes et nomades stationnaires.

## Applications
Voir l'article IEEE 802.16a